# 国际海上搜寻救助公约
国际海上搜寻救助公约（英語：International Convention on Maritime Search and Rescue），是1979年国际海事组织（时称政府间海事咨询组织）制订的公约。公约在德国汉堡通过，于1985年6月22日生效，保存人是国际海事组织秘书长。

## 背景
各缔约国希望通过制定适应海运中救助海上遇险人员需要的国际海上搜救规划，来发展促进相关活动；希望增进全世界搜救组织间和参加海上搜救活动者之间的合作，制订本公约各条款。

## 内容
公约附件缔约国须保证为在其海岸附近的海上遇险人员提供适当搜救服务做出必要的安排；须向秘书长提供有关组织及重要变动情况，包括：
1. 全国性的海上搜救服务部门；
2. 已建立的救助协调中心的地点、电话、电传号码、所负责的区域；
3. 由其指挥的主要救助单位。

公约附件规定秘书长须将上述情况转达缔约方。
公约附件还规定了搜救设施的协调、救助协调中心和分中心的建立、救助单位的指定和设备设施等。